# Thiazi

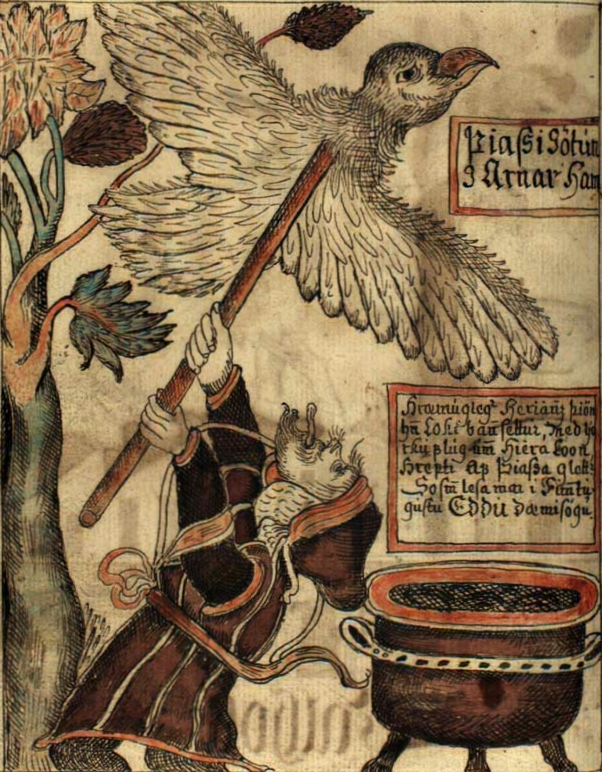
Loki schlägt nach Thiazi

Thiazi (zeitweilig auch als Thjazi, Thjalzi oder Thjaffi und Thiassi beschrieben) ist ein Riese, oft näher bezeichnet als Sturmriese oder Frostriese in der germanischen Mythologie. Er ist der Sohn von Olvaldi, Vater von Skadi und lebt in Thrymheim, einer Festung in Asgard. Als seine Brüder gelten Idi und Gang. Er ist vorwiegend bekannt durch die Entführung der germanischen Göttin Idun, die im Haustlǫng und der Snorra-Edda erwähnt wird.

## Legende um Thiazi
In den Sagen und Legenden der germanischen Mythologie sind über den Riesen Thiazi folgende Geschichten bekannt:
Eines Tages verwandelte sich Thiazi in einen großen Adler und flog nach Midgard, da angekommen sah er Hönir, Loki und Odin, welche gerade einen Ochsen über dem Feuer brieten. Er bot seine Hilfe bei der Zubereitung an und nahm sich nach Fertigstellung der Mahlzeit die besten Stücke. Loki, darüber verärgert, schlug mit einem Stock nach ihm. Thiazi packte den Stock mitsamt Loki und schwang sich in die Lüfte. Für die Freilassung musste man ihm versprechen, Idun und ihre Äpfel der Jugend zu ihm zu bringen. Loki lockte Idun durch eine Lüge zu ihm. Als die Götter merkten, dass Idun und ihre Äpfel, die der Götter Jugend erhielten, verschwunden waren, verdächtigten sie Loki und befahlen ihm, sie zurückzubringen. Loki verwandelte sich in einen Falken und flog nach Jotunheim, wo er Idun in eine Nuss verwandelte und sie mitnahm. Thiazi merkte es und nahm die Verfolgung als Adler auf. Kurz über den Mauern Asgards wurde Thiazi von den Göttern durch das Verbrennen seiner Flügel getötet.

## Thiazis Augen
Nach dem Tod Thiazis suchte seine Tochter Skadi die Asen auf und verlangte nach einem Ehemann aus den Reihen der Götter. Hieraus resultiert die Beziehung zwischen ihr und dem Meeresgott Njörd. Des Weiteren verwandelte Odin später als Buße die Augen Thiazis in zwei Sterne.
Diese auch Auguthjaza genannten Sterne sind eine nordische Sternenkonstellation, die als einzige mythologisch genannt und bekannt ist. Unbekannt hingegen ist, welche Sterne am Nachthimmel diese Sternenkonstellation bilden.